# Session
Las sessions (seisún en gaélico irlandés) son reuniones  de músicos que se reúnen para interpretar música tradicional irlandesa. Si bien pueden darse en ámbitos domésticos, suelen tener lugar en pubs o espacios públicos y estar abiertas a cualquiera que sepa interpretar un instrumento. Están profundamente arraigadas en la cultura de Irlanda y constituyen el vehículo principal de interpretación y transmisión de la música tradicional por vía oral. Cabe destacar que si alguien no ejecuta ningún instrumento, o no conoce las melodías (tunes) que se interpretan, es posible asistir a una session como oyente.

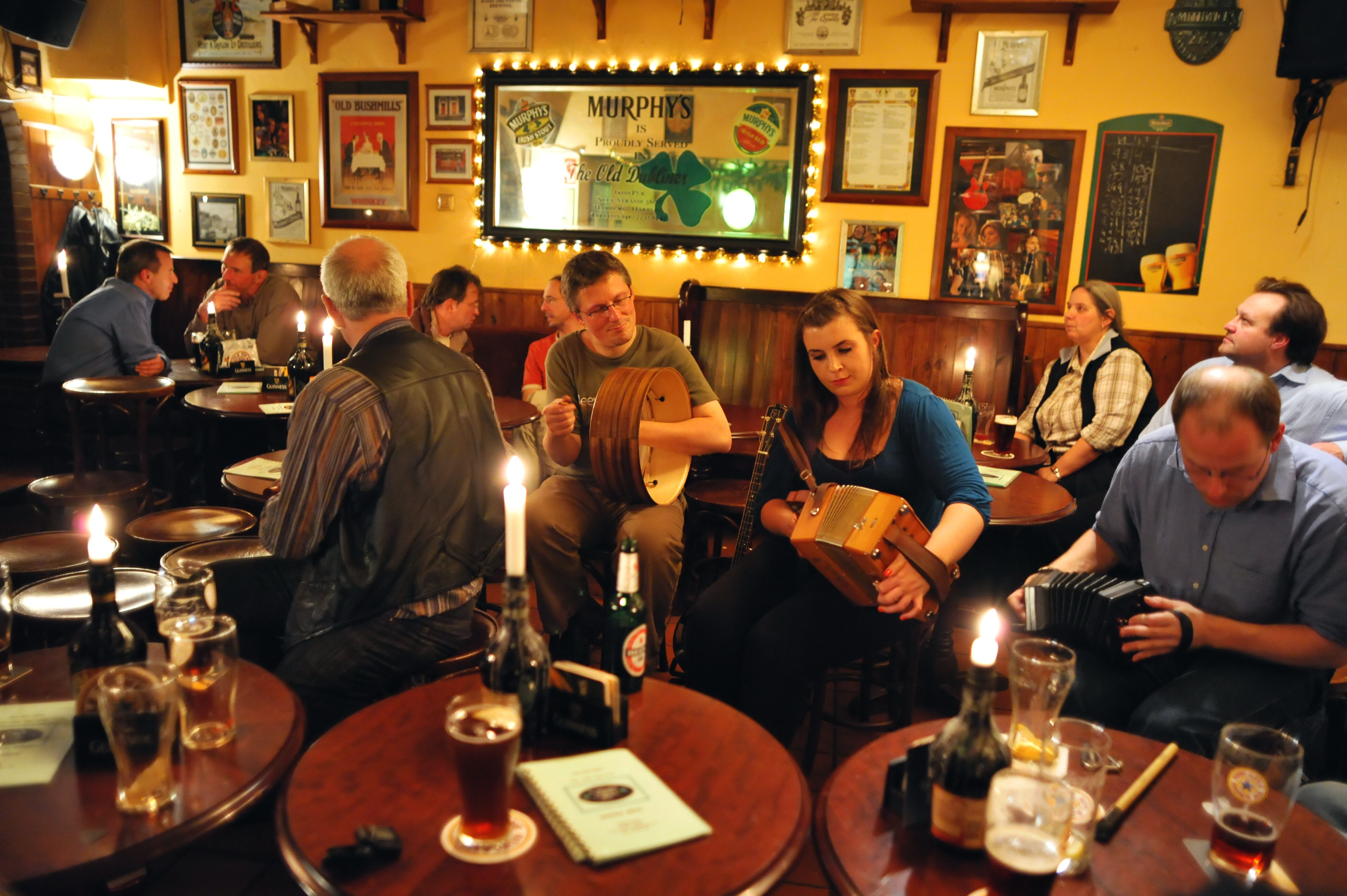
Sesión de música irlandesa.

## Instrumentación y repertorio
Entre los instrumentos que se tocan con más frecuencia están el violín, las flautas, el whistle, guitarra, bodhrán, bouzouki, acordeón, concertina, banjo y gaita irlandesa. El repertorio que se toca en las sessions se orienta principalmente a la música instrumental y, ocasionalmente, canciones. En este sentido, predominan los jigs, reels, hornpipes, polkas y slip jigs. 
Por el hecho de ser abiertas, generalmente se caracterizan por un sonido acústico y sin amplificación.  

## Reglas más comunes
Si bien las sessions son abiertas a cualquiera que intérprete música irlandesa y ejecute algún instrumento característico, existen algunas reglas básicas que, aunque tácitas, deben tenerse en consideración a la hora de organizar y participar en el encuentro. 
1. Conocer los límites propios con el instrumento. Es importante ser honesto consigo mismo y los demás respecto de las capacidades con el instrumento.
2. Conocer el repertorio. En cada región y cada session se suele tocar determinado tipo de repertorio, si no se conocen las melodías o tunes, se recomienda no unirse a tocar. Siempre es posible preguntar los nombres de las melodías o grabarlas para aprenderlas luego (aunque siempre se debe preguntar antes de hacer esto).
3. Se recomienda pedir permiso para unirse, en general los músicos son siempre bienvenidos y la atmósfera es amistosa, pero por una cuestión de cortesía debe preguntarse antes de unirse a participar.
4. Tocar afinado.
5. Respetar la estructura de los sets. Los sets suelen incluir tres o más tunes. El líder del set elegirá el siguiente tune y comunicará el pase de uno a otro con una mirada o alguna señal. No está bien visto "interrumpir" el set.[2]

## Aspectos sociológicos

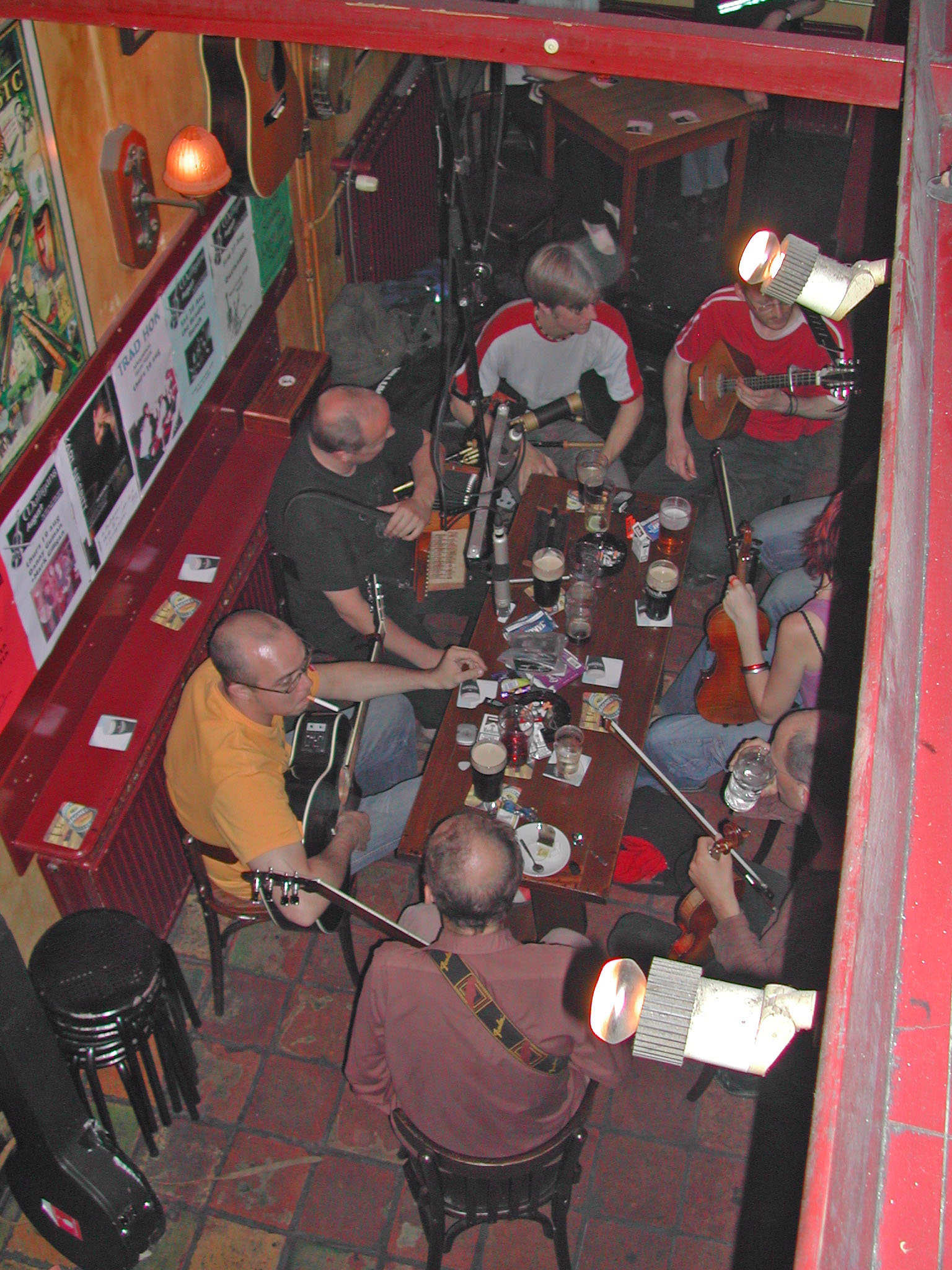
Session en Mulligans Irish Music Bar, Amsterdam, NL

En las sessions se cristalizan aspectos socioantropológicos de la cultura irlandesa. Por un lado, se observa el respeto por las personas mayores y jerarquías muchas veces implícitas (ómós en gaélico irlandés), que se observa a la hora de tocar. De manera similar, el hecho de "no sobresalir" en términos de volumen de ejecución y de imposición en la dinámica de la session se vincula no solo con la reivindicación de lo colectivo, sino también con la hospitalidad y la generosidad. Al respecto, existe una frase irlandesa que dice ‘Ar scáth a chéile a mhairimid‘, que significa "vivimos a la sombra de otros".
Por otra parte, en las sessions uno de los elementos más significativos es el encuentro con amistades, el hacer música en conjunto y las conversaciones. En slang irlandés, se ha acuñado el término craic, derivado del inglés crack (utilizado en Escocia y en el norte de Inglaterra). El término hace referencia a la diversión, pero también a la buena conversación, la compañía, las noticias y el chisme. Este término -que se suele acompañar de una serie de debates respecto de su origen, uso y escritura-, recupera un aspecto que Trauth caracteriza como las "cosas importantes de la vida" y central en la vida social y cultural de los trabajadores irlandeses.